# Besana
Besana is een bestuurslaag in het regentschap Timor Tengah Selatan van de provincie Oost-Nusa Tenggara, Indonesië. Besana telt 1384 inwoners (volkstelling 2010).